# 約瑟夫·讓·皮埃爾·洛朗
| 小行星51 | 1858年1月22日 |

約瑟夫·讓·皮埃爾·洛朗（法語：Joseph Jean Pierre Laurent，？—1900年），法国业余天文学家，小行星51的发现者。
洛朗于1858年1月22日在法国尼姆发现了小行星51，他也因此和其他5名小行星和彗星发现者被授予1858年拉朗德奖。但他之后再也没有任何天文发现，现在对他的经历所知不多。
小行星162以洛朗的名字命名。